# Cmentarz wojenny nr 130 – Grybów
Cmentarz wojenny nr 130 w Grybowie – austriacki cmentarz wojenny z okresu I wojny światowej w Grybowie w województwie małopolskim w powiecie nowosądeckim. Jest jednym z 400 zachodniogalicyjskich cmentarzy wojennych zbudowanych przez Oddział Grobów Wojennych C. i K. Komendantury Wojskowej w Krakowie. W III okręgu Gorlice cmentarzy tych jest 54. 

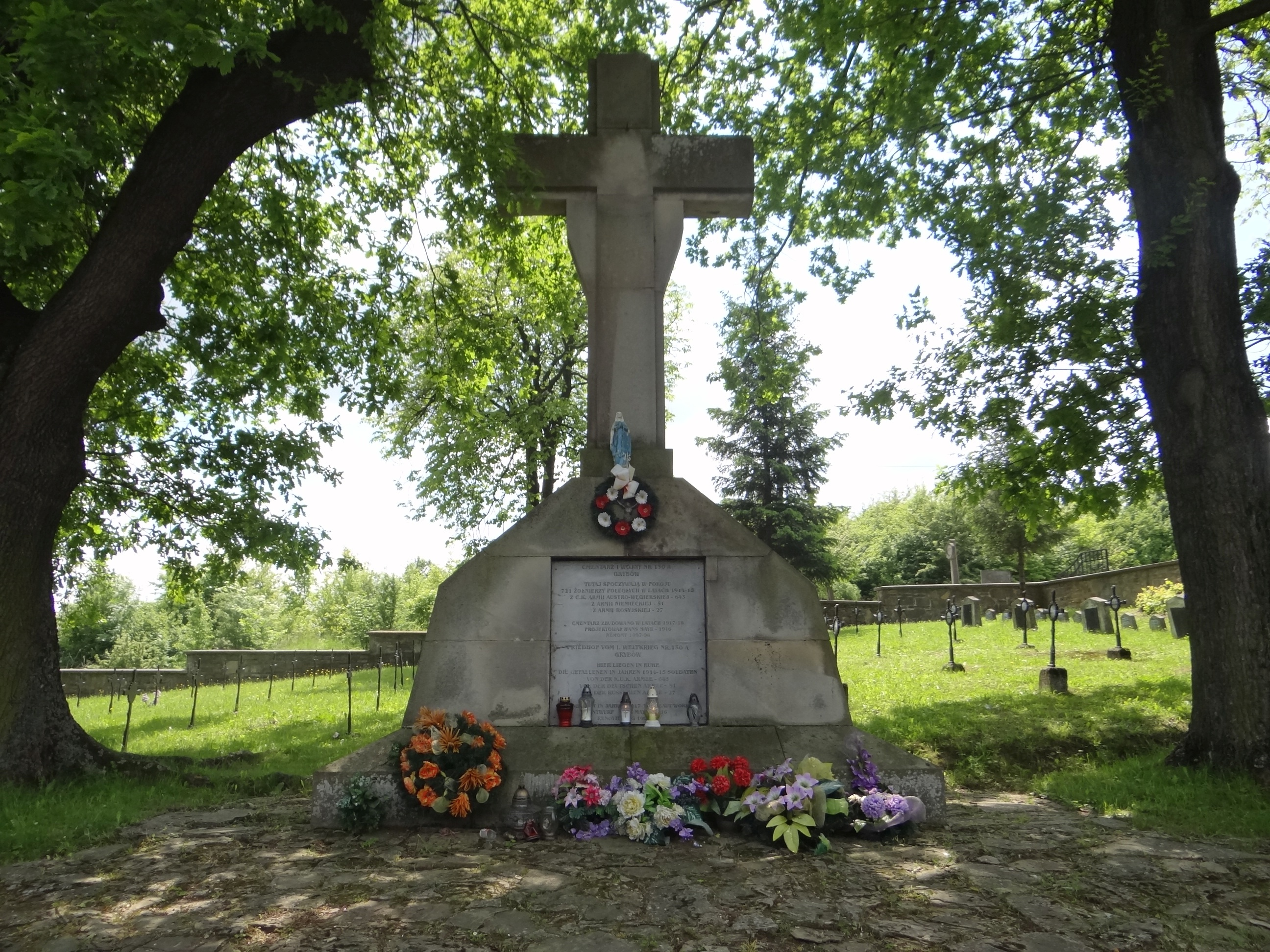
Centralny pomnik

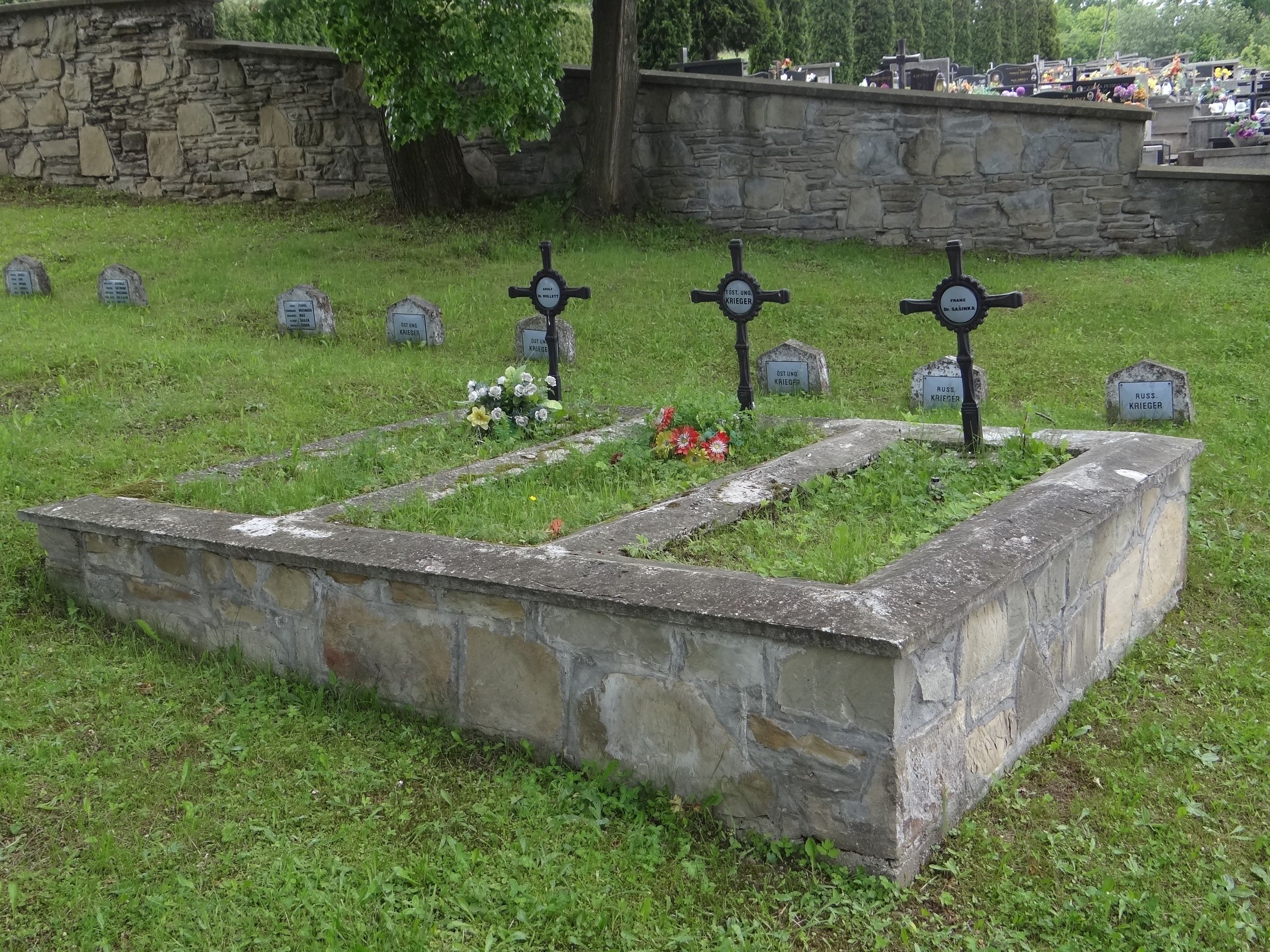
3 mogiły z krzyżami

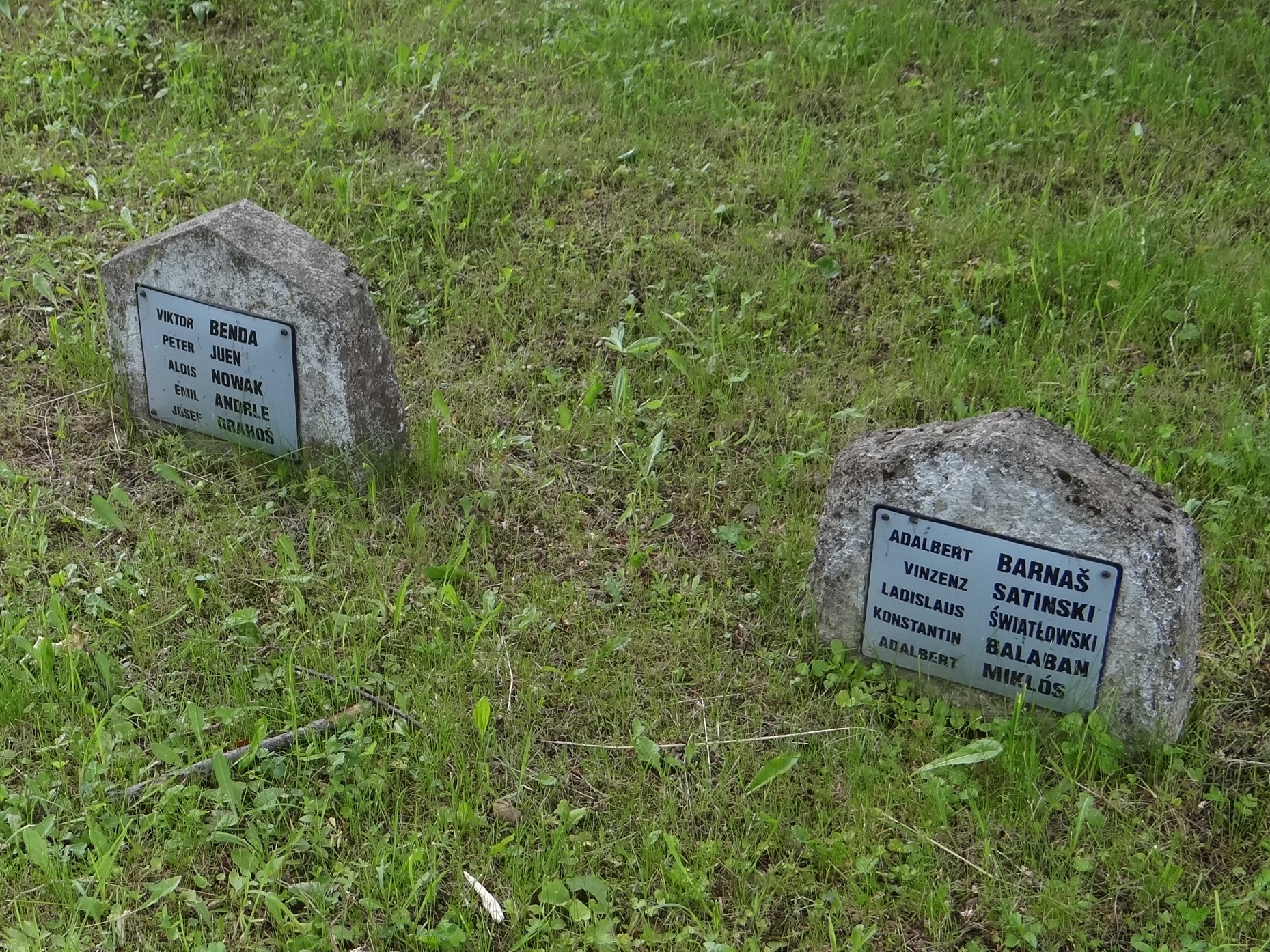
Rząd niskich steli

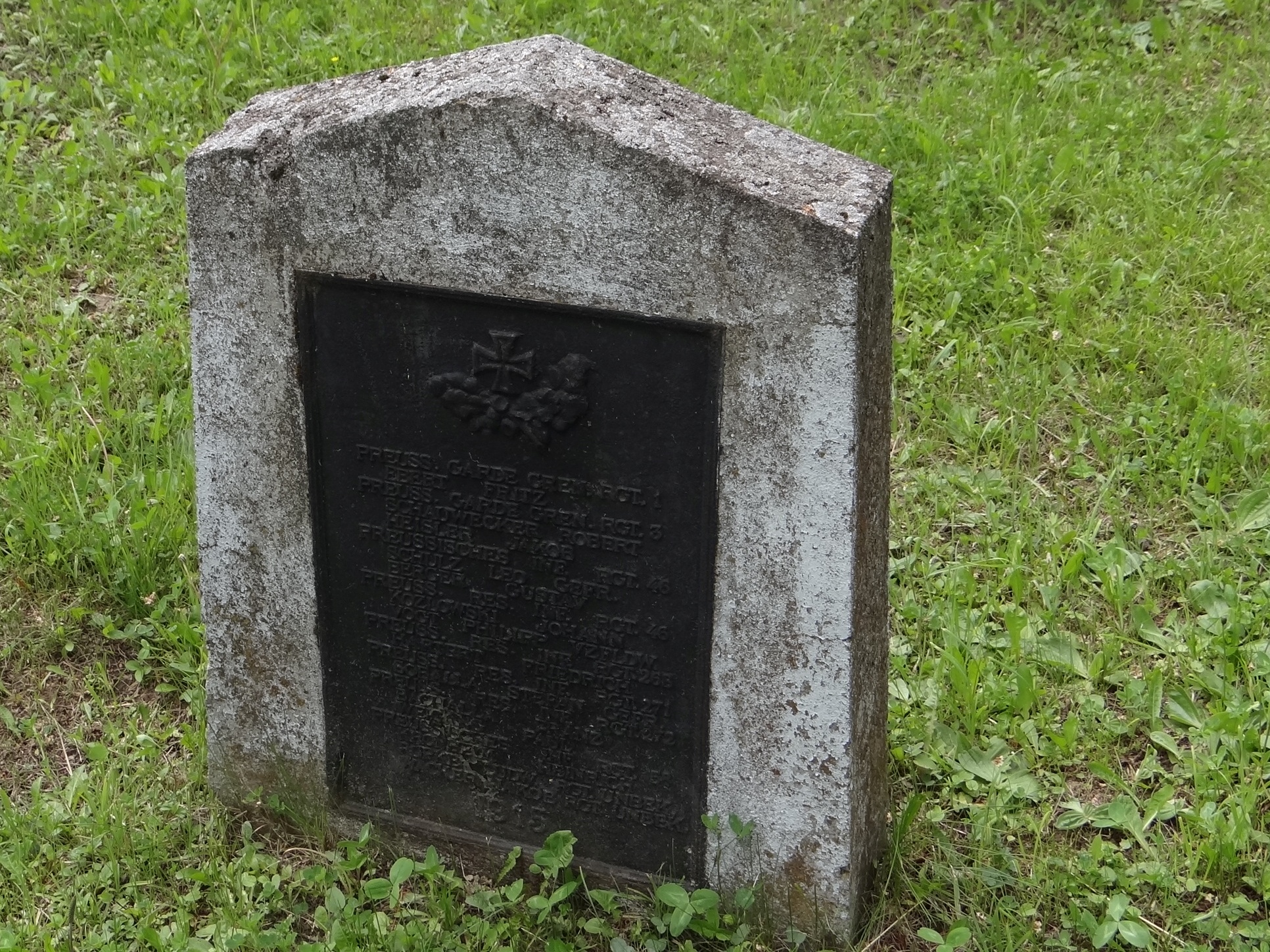
Stela z żeliwną tablicą

## Opis cmentarza
Zaprojektowany przez niemieckiego architekta Hansa Mayra składa się z dwóch kwater:
- nr 130. Jest to kwatera na cmentarzu parafialnym. Pochowano na nim 650 żołnierzy austro-węgierskich, 57 żołnierzy niemieckich oraz 27 żołnierzy rosyjskich w 38 grobach pojedynczych i 123 zbiorowych.
- nr 130a. Druga kwatera znajduje się na grybowskim kirkucie. Pochowano na niej 7 żołnierzy austro-węgierskich wyznania mojżeszowego.

Kwatera na cmentarzu parafialnym w Grybowie posiada ogrodzenie dwóch rodzajów: dwa boki to solidny mur z kamieni, dwa pozostałe to murowane z kamienia słupki połączone wysoką podmurówką i grubymi, metalowymi rurami. Bramka w postaci dwóch murowanych z kamienia słupków zwieńczonych kulami. Centralny pomnik to betonowa tablica inskrypcyjna zwieńczona betonowym krzyżem. Przed nim znajduje się niewielki wybrukowany plac, wokół krzyża dęby zasadzone w czasie budowy cmentarza. Na tablicy jest napis w języku polskim i niemieckim:
CMENTARZ I WOJNY NR 130 A
 
GRYBÓW
 
TUTAJ SPOCZYWAJĄ W POKOJU
 
721 ŻOŁNIERZY POLEGŁYCH W LATACH 1914 – 15
 
Z C.K. ARMII AUSTRO – WĘGIERSKIEJ – 643
 
Z ARMII NIEMIECKIEJ – 51
 
Z ARMII ROSYJSKIEJ – 27
 
CMENTARZ ZBUDOWANO W LATACH 1917 – 18
 
PROJEKTOWAŁ HANS MAYER – 1916
 
REMONT 1997 – 98

W dolnym rogu cmentarza, obok bramki wejściowej znajdują się 3 mogiły obramowane betonową podmurówką, z trzema żeliwnymi krzyżami i tabliczkami imiennymi. Pozostałe mogiły ułożone są rzędami. Posiadają nagrobki w postaci podobnych metalowych krzyży na betonowym cokole, lub betonowych stel. Są dwa rodzaje tych stel: wysokie z żeliwną tablicą z nazwiskami żołnierzy, lub niskie z blaszanymi tabliczkami.

## Los cmentarza
Po II wojnie światowej nie dbano o cmentarze z I wojny i ulegały one naturalnemu niszczeniu, zdarzały się również akty wandalizmu. Cmentarz nr 130 w Grybowie został odremontowany. Różni się jednak od wyglądu pierwotnego. Zarys mogił stał się już nieczytelny, a na wewnętrznej stronie jednego ze słupków bramy wejściowej jest niewielka tabliczka pamiątkowa, wmurowana przez rodzinę żołnierza poległego w bitwie nad rzeką Piawą we Włoszech. Po remoncie cmentarz jest w bardzo dobrym stanie. Wykonano nowe tabliczki blaszane, jednak ich montaż jest niezbyt solidny i kilka z nich odpadło. Podana na zamontowanej pod krzyżem tablicy liczba żołnierzy różni się od liczby podawanej w innych źródłach.